# Warrick Brown
Warrick Brown (10 oktober, 1971 - 15 mei, 2008) is een personage uit de televisieserie CSI: Crime Scene Investigation. Hij werd gespeeld door Gary Dourdan.

## Biografie
Warrick was de enige van het team die geboren en getogen is in Las Vegas. Warrick heeft zijn vader nooit gekend en zijn moeder stierf toen hij zeven was, waarna hij werd opgevoed door zijn grootmoeder aan moeders kant van de familie. Hij groeide op in een streng huishouden. Hij hield het feit dat hij een “runner” was (iemand die tussen verschillende casino’s heen en weer reist om weddenschappen af te sluiten) geheim voor zijn grootmoeder. Warrick was letterlijk geboren om in Las Vegas te wonen en sterven. Hij hield van de casino’s, de actie en de stad zelf.
Voordat hij een CSI’er werd, was Warrick gedurende zijn tienerjaren een casinorunner. Hij maakte zijn hogere school af en werkte daarna als taxichauffeur, receptionist in het Sahara hotel, verkoper van helikoptervluchten over de Grand Canyon, en grafdelver. Uiteindeilijk belandde hij bij het Las Vegas Metropolitan Police Department en hun CSI team.
In het begin van de serie had Warrick een gokverslaving die zelfs zijn professionele carrière begon te beïnvloeden. Hij verliet zelfs een keer een plaats delict om een weddenschap af te sluiten in een nabijgelegen casino, waarbij hij de nieuwe CSI’er Holly Gribbs alleen achterliet. De dader van de misdaad die Warrick en Holly onderzochten keerde tijdens Warricks afwezigheid echter terug en vermoordde Holly. Gil Grissom, die verantwoordelijk was voor de twee, moest Warrick eigenlijk ontslaan voor zijn nalatigheid. Maar omdat hij niet twee CSI’ers wilde verliezen deed hij dit niet. Wel dwong hij Warrick om af te kicken van zijn verslaving.
Warrick kan net zo makkelijk de weg vinden in de Clark County rechtbank als dat hij overweg kan met sportboeken in het Hard Rock Casino. Om stoom af te blazen werkt hij als DJ in een club gerund door zijn vrienden, en schrijft hij zijn eigen liedteksten. Omdat hij al zijn hele leven in de stad woont kent hij in bijna elke bar, nachtclub en hotel wel iemand. Hij heeft overal zijn connecties en gebruikt deze volop bij zijn werk. In het begin ging hij veel uit met vrouwen maar de eerste keer dat hij echt verliefd werd, brak ze zijn hart. Dit maakt dat hij nu voorzichtiger is met zijn liefdesleven.
Warrick wist hoe de spelletjes gespeeld worden in Las Vegas en was zich bewust van de universele waarheid van de stad: alleen het casino zelf wint altijd omdat iedereen tegen iedereen speelt. Warrick was rebels genoeg om hier tegen in te gaan en was realistisch genoeg om te weten waar hij voor uit moet kijken.
Warrick had een goede vriendschap met mede CSI’er Nick Stokes. De ontvoering van Nick in de finale van seizoen 5 raakte hem dan ook diep, aangezien hij vond dat hij de plaats delict waar Nick ontvoerd werd had moeten onderzoeken (ze tosten erom wie de opdracht zou aannemen).
Na een tijdje uit te zijn geweest met een vrouw genaamd Tina, vroeg hij haar ten huwelijk en de twee trouwden in seizoen 6. Toen hij dit bekendmaakte, waren veel van zijn collega’s stomverbaasd. Tegen het einde van seizoen 6 leek Warricks huwelijk op springen te staan. Maar in seizoen 7 droeg Warrick nog altijd zijn trouwring. Uiteindelijk liggen ze toch in scheiding in seizoen 8, iets waardoor hij emotioneel in de war raakt. Hij slaapt met een stripper, waarna deze vermoord in zijn auto wordt teruggevonden. Hij wil zich echter te veel met deze zaak bemoeien, waardoor hij wordt geschorst.

## Dood
Als Warrick de eigenaar van de stripclub waar de vermoorde stripper, Joanna, werkte opzoekt wordt hij neergeslagen en verdoofd. Hij wordt erin geluisd door een agent, deze laat het lijken of Warrick de stripclub eigenaar, Gedda, vermoord heeft. Warrick kan zich niks meer herinneren als hij bijkomt. Als de zaak is opgelost en Warrick is vrijgesproken gaat het CSI team gezamenlijk uit eten. Als Warrick alleen in zijn auto zit wordt hij aangesproken door de nieuwe sheriff, die hem vertelt dat hij niet ontslagen zal worden in verband met kleine overtredingen. De sheriff schiet Warrick neer. Hij overlijdt later aan zijn verwondingen in de handen van Grissom.